# Mohamed Kader
Mohamed Abdel Kader Coubadja Touré, dit Mohamed Kader, est un footballeur togolais né le 8 avril 1979 à Sokodé (Togo).

## Biographie
Mohamed Kader est passé par le centre de formation de Bordeaux avant de rejouer à L'étoile Filante de Lomé, puis au Club Athlétique de Bizerte. Par la suite, Mohamed Kader tenta sa chance en Europe dans le club italien de Parme où il ne disputa pas un match. Prêté par la suite à Lugano, il revint à Parme, avant de s'exiler en Libye au club d'Al Ahly Tripoly, où il finit meilleur buteur du championnat avec 17 réalisations. Il fut prêté à nouveau en deuxième division italienne à Vicence malgré un retour à Parme.
En manque de temps de jeu, l'épervier part pour la Suisse au Servette de Genève où il réalisa trois belles saisons avant de venir au Sochaux étant donné la dissolution de son club.
À noter qu'il est le frère de Sherif Coubadja Touré et Mohamed Sadik Coubadja de Khaleej Syrte. Il est entré dans l'histoire de son pays, en inscrivant le premier et l'unique but togolais dans une phase finale de Coupe du monde, le 13 juin 2006 contre la Corée du Sud et en étant le meilleur Épervier du mondial.
Il a également marqué une page de l'histoire de l'EA Guingamp, car son premier but à l'EAG, était le millième du club en Ligue 2, le 7 décembre 2007, à Gueugnon.
En fin de contrat en juin 2008, Mohamed Kader retrouve un club huit mois plus tard, en signant un contrat de quatre mois avec le club d'Al Dhafra, aux Émirats.
Durant deux ans, il défendra les couleurs d'Ajman Club, toujours aux Émirats arabes unis, en réalisant une première saison de qualité avec 13 buts inscrits pour 10 matches joués.
En janvier 2013, il revient en France avec la réserve du FC Sochaux Montbéliard. Il jouera trois saisons avec l'équipe réserve du club, et épaulera la jeune garde. Lors de la saison 2016-2017, il terminera même meilleur buteur du club avec neuf buts. Depuis la saison 2017-2018, Mohamed Kader est l'entraîneur des U12 du FC Sochaux-Montbéliard, ainsi que l'entraîneur des attaquants pour les U17 et U19 sochaliens. Aujourd'hui selectionneur des Éperviers locaux et coach adjoint des Éperviers du Togo. 

## Carrière
- Formé à l'Étoile filante de Lomé ( Togo)
- 1997-1998 : Club Athlétique Bizertin ( Tunisie)
- 1998-1999 : Parme FC ( Italie) (Serie A)
- 1999-2000 : FC Lugano (prêt) ( Suisse) (Super League 1 match)
- 2000-2001 : Al Ahly Tripoli ( Libye) (20 matches, 17 buts)
- 2001-jan 2002 : Parme FC ( Italie) (Serie A)
- Jan 2002-2002 : Vicence Calcio (prêt) ( Italie) (Serie B, 4 matches)
- 2002-2004 : Servette FC ( Suisse) (Super League 73 matches, 29 buts)
- 2004-jan 2006 : FC Sochaux ( France) (L1, 20 matches, 1 but)
- Jan 2006-fév 2007 : EA Guingamp ( France) (L2, 12 matches)
- Fév 2007-2007 : Al Jazira Abu Dhabi ( Émirats arabes unis 9 matches, 7 buts)
- Juin 2007-2008 : EA Guingamp ( France) (L2, 14 matches, 1 but)
- Fév 2009- : Dhafra ( Émirats arabes unis 10 matches, 13 buts)

## International
- International togolais (50 sélections, 12buts source footballdatabase.eu)[1].
- premier but en sélection: 12/02/1998 contre le Ghana à la CAN Ouaga 1998
- Seul doublé en sélection: 08/10/2005 dernier match des éliminatoires CAN/CDM 2006
- 22e au classement des meilleurs buteurs des éliminatoires CDM 2006 zone Afrique avec 3 buts
- Son dernier but à la CAN c'est en 29/01/ 2006 contre l'Angola lors de la défaite du Togo par 2buts contre 3
- Premier buteur de la sélection nationale du Togo lors du Mondial 2006 : 13 juin 2006 : Togo - Corée du Sud (1-2).